# Кубок Фарерських островів з футболу 2025
Кубок Фарерських островів з футболу 2025 — 71-й розіграш кубкового футбольного турніру на Фарерських островах. Титул захищає ГБ Торсгавн.

## Календар
| Раунд        | Дата                       | Матчі | Клуби  |
| ------------ | -------------------------- | ----- | ------ |
| Перший раунд | 7–9 квітня 2025            | 7     | 15 → 8 |
| 1/4 фіналу   | 21 квітня 2025             | 4     | 8 → 4  |
| 1/2 фіналу   | 20 травня – 17 червня 2025 | 4     | 4 → 2  |
| Фінал        | 31 жовтня 2025             | 1     | 2 → 1  |

## Перший раунд
| Команда 1       | Рахунок       | Команда 2      |
| 7 квітня 2025   | 7 квітня 2025 | 7 квітня 2025  |
| --------------- | ------------- | -------------- |
| Скала (2)       | 8:0           | Творойрі       |
| АБ Аргир (2)    | 1:0           | Сувурой        |
| Вікінгур (Гета) | 3:1           | НСІ Рунавік    |
| 07 Вестур       | 1:3           | Б36 Торсгавн   |
| ГБ Торсгавн     | 1:2           | Клаксвік       |
| 9 квітня 2025   |               |                |
| Гойвік (3)      | 1:2           | Б71 Сандур (2) |
| Б68 Тофтір      | 4:0           | Фуглафйордур   |

## 1/4 фіналу
| Команда 1       | Рахунок        | Команда 2      |
| 21 квітня 2025  | 21 квітня 2025 | 21 квітня 2025 |
| --------------- | -------------- | -------------- |
| Вікінгур (Гета) | 2:1            | Скала (2)      |
| ЕБ/Стреймур     | 2:3            | АБ Аргир (2)   |
| Клаксвік        | 1:1 пен. 4:3   | Б36 Торсгавн   |
| Б71 Сандур (2)  | 3:6            | Б68 Тофтір     |

## 1/2 фіналу
| Команда 1                  | Заг.                       | Команда 2                  | 1-й матч                   | 2-й матч                   |
| 20 травня – 17 червня 2025 | 20 травня – 17 червня 2025 | 20 травня – 17 червня 2025 | 20 травня – 17 червня 2025 | 20 травня – 17 червня 2025 |
| -------------------------- | -------------------------- | -------------------------- | -------------------------- | -------------------------- |
| Клаксвік                   | 6:1                        | АБ Аргир (2)               | 4:0                        | 2:1                        |
| Б68 Тофтір                 | 0:4                        | Вікінгур (Гета)            | 0:2                        | 0:2                        |